# Evangeliar von Voroneț

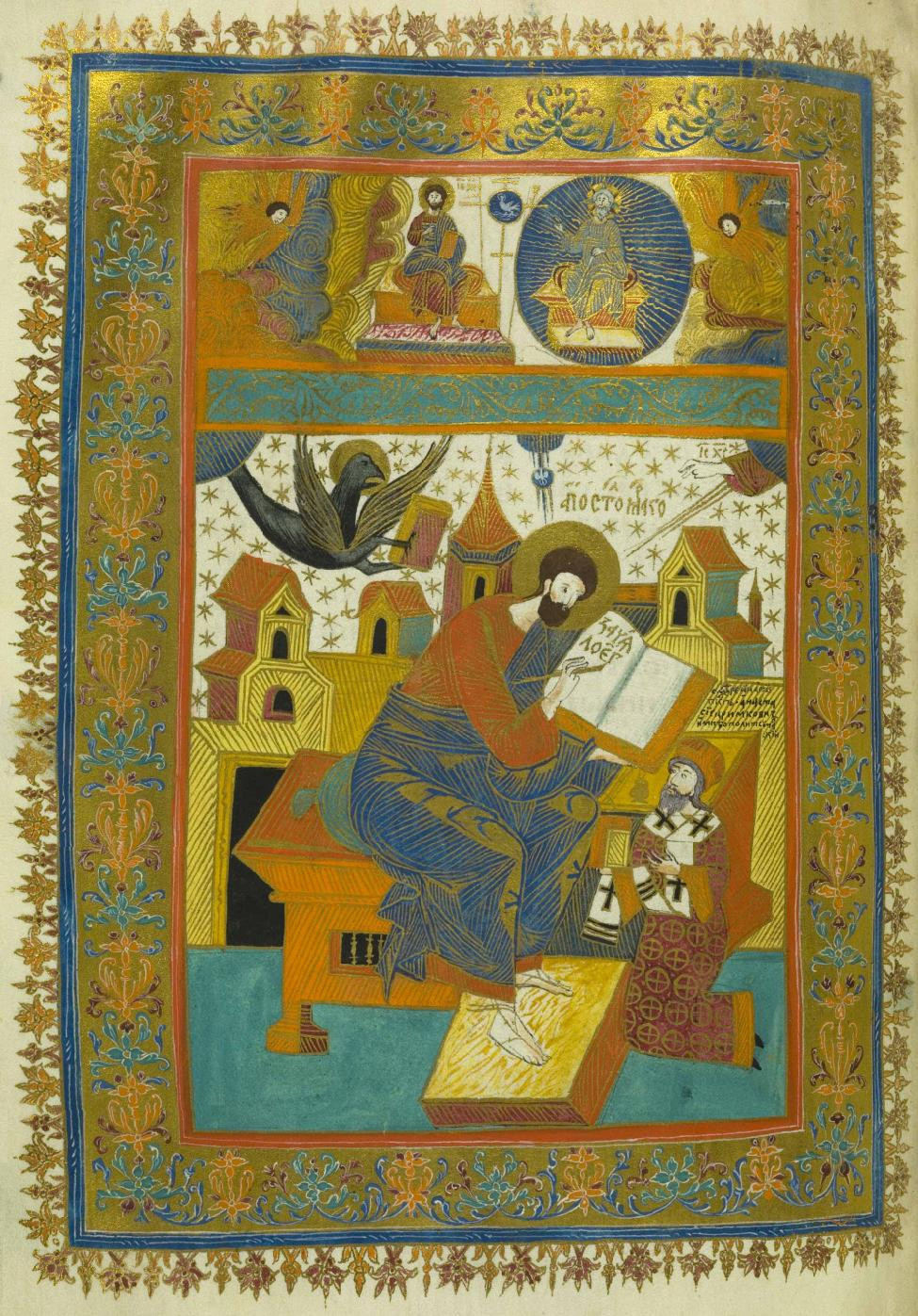
Evangelist Johannes mit Metropolit Anastasie Crimca

Das Evangeliar von Voroneț ist eine illustrierte Handschrift von 1614/17 aus dem heutigen Rumänien.
Sie enthält den Text der vier Evangelien des Neuen Testaments in kirchenslawischer Sprache. Die Handschrift besteht aus 356 Pergamentblättern im Format 36 × 25 cm.
Es sind einige ganzseitige farbige Miniaturen enthalten.
Die Handschrift wurde 1614 vom Mönch Theophilos im Kloster Voroneț im damaligen Fürstentum Moldau im Auftrag von Metropolit Anastasie Crimca angefertigt. 1617 wurden vom Mönch Stefan von Suceava Miniaturen gemalt.
Die Handschrift kam ins Kloster Krechow in Galizien. Im 19. Jahrhundert kam sie in die Universitätsbibliothek nach Lemberg. Seit 1946 befindet sie sich in der Nationalbibliothek in Warschau.